# Xenosaga Episode III: Also sprach Zarathustra
Pour les articles homonymes, voir Ainsi parlait Zarathoustra (homonymie) et Also sprach Zarathustra.
Xenosaga Episode III: Also sprach Zarathustra est un jeu vidéo de rôle développé par Monolith Soft sous la direction d'Arai Kou. Il est édité par Namco Bandai Games en juillet 2006 au Japon, puis en août en Amérique du Nord pour la console PlayStation 2.
En raison de difficultés financières, le jeu clôt prématurément la série Xenosaga qui devait initialement compter six épisodes.
Le sous-titre Also sprach Zarathustra fait référence à l'un des plus fameux essais du philosophe allemand Friedrich Nietzsche. Le jeu s'inspire fortement du concept d'Übermensch (ou Surhomme) du philosophe pour développer sa trame narrative.